# Archidiocèse de Cracovie

Carte des diocèses polonais

L'archidiocèse de Cracovie, érigée canoniquement le 28 octobre 1925 par le pape Pie XI, est aujourd'hui l'un des quatorze archidiocèses de rite latin de l'Église catholique en Pologne. Créé en l'an 1000, il est alors le deuxième centre religieux de Pologne après la métropole de Gniezno, à laquelle le diocèse de Cracovie est subordonné jusqu'en 1807. Au XIe siècle, Cracovie devient la capitale de la Pologne et les titulaires de son diocèse jouent un rôle de premier plan dans l'histoire du pays. Ils siègent à la cathédrale du Wawel.
Son archevêque est Marek Jędraszewski, qui a été nommé en 2016.

## Territoire
L'archidiocèse comprend la ville de Cracovie, une partie de Jaworzno, les powiats de Cracovie (en partie), Limanowa (en partie), Nowy Targ (en partie), Oświęcim (en grande partie), Wadowice (en grande partie), Bochnia (en petite partie), Myślenice, Sucha, Tatras, Wieliczka, Chrzanów et Olkusz (en petite partie).
Le siège archiépiscopal est à Cracovie, où se trouve la cathédrale Saints-Stanislas-et-Venceslas. Le territoire compte également 16 basiliques mineures, dont 12 à Cracovie.
Le territoire couvre 5 730 km², et il est divisé en 35 doyennés et 448 paroisses. 

## Histoire
Le diocèse est créé un peu avant l'an 1000. Le duc polonais Bolesław Vaillant, et bientôt roi de Pologne, obtient de l'empereur du Saint-Empire Otton III et du pape Sylvestre II l'érection de Gniezno en archevêché indépendant de Magdebourg, avec comme suffragants Wroclaw, Kołobrzeg et Cracovie. Ainsi, l'Église polonaise s'affranchit de la tutelle étrangère. L'invasion de la Bohème en 1039 a détruit les archives ecclésiastiques, et en conséquence, les premiers évêques, appelés Prochor (de), Prokulf et Poppon (de), sont mal connus ou légendaires. La première liste épiscopale attestée a été compilée en 1266, la deuxième en 1347. 
Au départ, le diocèse de Cracovie comprenait les villes de Sandomierz, Lublin et toute la Petite-Pologne. Les évêques étaient parfois ducs de Sievers.
En raison des partitions de la Pologne et sa disparition en tant qu'État souverain, le diocèse a subi de nombreuses divisions. Elle fut subordonnée successivement à :
- la métropole de Lwów (1807-1818)
- la métropole de Varsovie (1818-1880)
- le Saint-Siège (1880–1925)

En 1772, à la suite du premier partage de la Pologne le diocèse perd son territoire au sud de la Vistule.  
En 1790, les villes de Lublin et Kielce deviennent des diocèses autonomes.  
En 1889, Cracovie devient un évêché princier après avoir été gouverné par des administrateurs de 1851 à 1879, en l’absence de nomination épiscopale par le Saint-Siège. 
Au début du XXe siècle, il y avait 850 000 catholiques, 4 000 protestants et 60 000 juifs dans les 197 paroisses du diocèse. L'empereur d'Autriche avait le privilège de nommer le prince-évêque après consultation des évêques de Galicie.
Le 28 octobre 1925, le diocèse de Cracovie est érigé en archidiocèse et s'agrandit de paroisses prises sur le diocèse de Tarnów.
Le 25 mars 1992, à la suite de la reforme du pape Jean Paul II, le diocèse cède du territoire au nouveau diocèse de Bielsko-Żywiec. 

## Clergé
Il y a plus de 2 000 prêtres dans cet archidiocèse et aucun manque de candidats au sacerdoce comme dans les autres pays d'Occident. En 2023, il y a 1 539 957 catholiques dans la région métropolitaine de Cracovie, soit près de 95,7 % de la population totale. 
Dans ce diocèse, il y a 1 393 religieux et 2 262 religieuses. Le territoire diocésain de 5 730 km2 est réparti en 448 paroisses. Cette province ecclésiastique se déploie entre la ville de Cracovie et les régions rurales. Il y a 35 doyennés au total. Un tiers des paroisses ont été fusionnées en 2004 selon l'Annuaire pontifical.
L'homme d'Église le plus célèbre de l'histoire de Cracovie est Karol Wojtyła, devenu le pape Jean-Paul II, qui a été instruit au grand séminaire du diocèse. L'Institut Jean-Paul II a été fondé en son honneur à Rome. Parmi les évêques de Cracovie, on trouve également saint Stanislas, le patron de la Pologne, l'historien Vincent Kadlubek, le premier cardinal polonais et homme politique très influent Zbigniew Oleśnicki, Jerzy Radziwiłł ou Kajetan Sołtyk.
Fondé en 1906 par le cardinal Jan Puzyna, le musée de l’archidiocèse de Cracovie (en) présente l'art religieux du XIIIe au XXe siècle, la peinture, les étoffes et l'artisanat artistique. Il expose également une précieuse collection des présents que le pape Jean-Paul II a reçu lors de son pontificat et qu'il a remis au musée.
L'Action catholique et la fondation Caritas sont présentes à Cracovie.

## Diocèses suffragants
- Diocèse de Bielsko-Żywiec
- Diocèse de Kielce
- Diocèse de Tarnów

## Saints et bienheureux liés à Cracovie et à l'archidiocèse de Cracovie
- Stanisław
- Jean-Paul II, pape.
- Faustyna Kowalska
- Jan Kanty
- Albert Chmielowski
- Szymon de Lipnica
- Jan Kapistran
- Jacek Odrowąż
- Jadwiga Andegaweńska
- Stanisław Kazimierczyk
- Kazimierz Jagiellończyk
- Jan de Dukla
- Rafał Kalinowski
- Józef Sebastian Pelczar
- Józef Bilczewski
- Wincenty Kadłubek

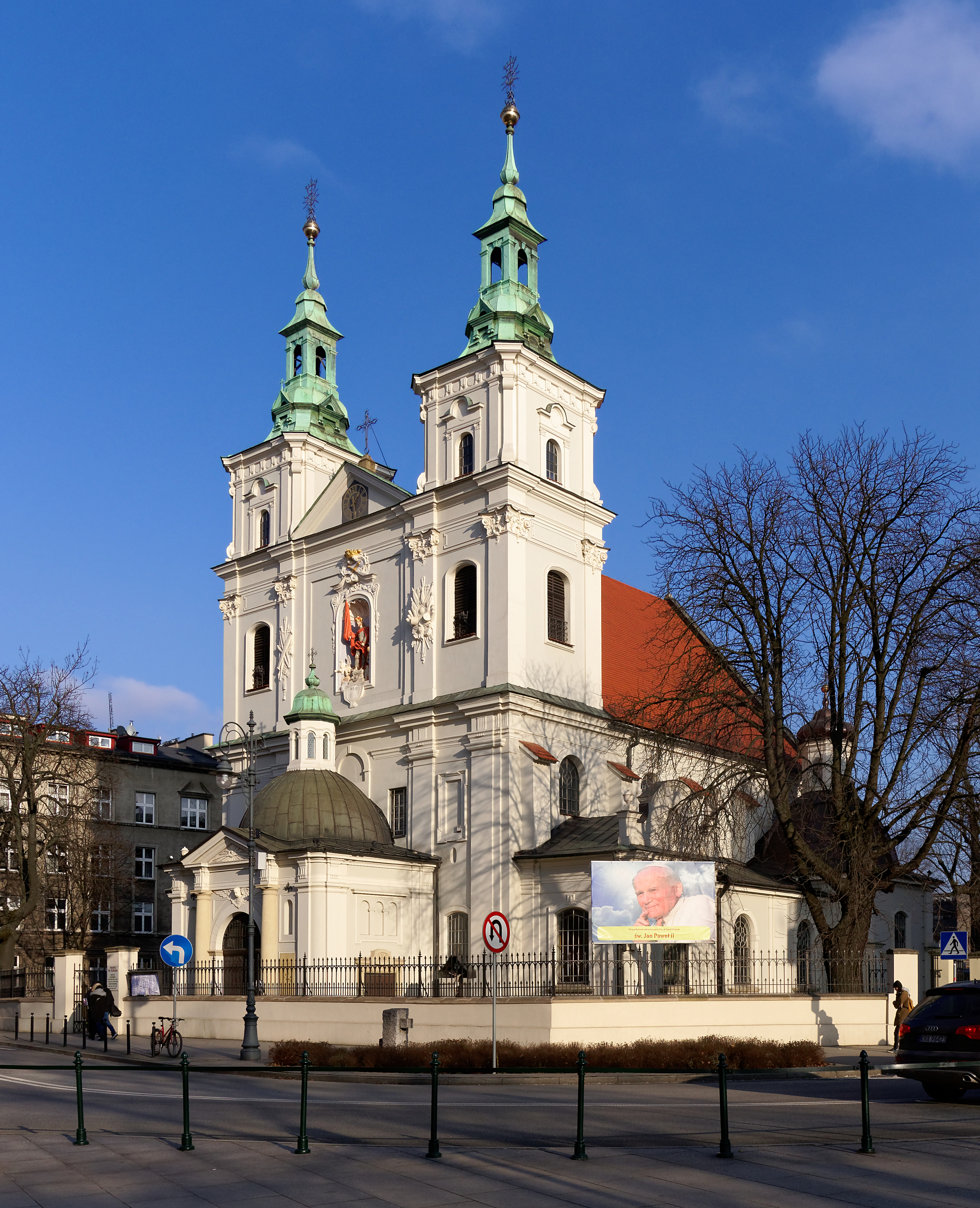
La basilique Saint-Florian, dans la vieille ville de Cracovie, où ont œuvré les saints Jean de Kenty et Jean-Paul II.

- Jan Pietraszko (1911-1988), évêque auxiliaire de Cracovie, vénérable.

## Ordres religieux dans l'histoire du diocèse
- Sœurs de Notre-Dame de la Miséricorde (Sanctuaire de la Miséricorde Divine)
- Augustiniens
- Capucins
- Carmélites déchaussées
- Chanoinesses du Saint-Esprit
- Ordre canonial régulier du Saint-Sépulcre
- Cisterciens
- Dominicains
- Franciscains conventuels
- Franciscains observants
- Franciscains réformés
- Ermites de Saint-Paul
- Lazaristes
- Marianistes (CMI)
- Piaristes
- Résurrectionnistes
- Salésiens
- Servantes du Sacré-Cœur
- Sœurs de Notre-Dame de la Merci
- Sœurs de Nazareth
- Sœurs de Saint-Charles-Borromée
- Sœurs de Saint-Félix
- Sœurs Vincentines
- Tertiaires servites